# Carlos Romero
Carlos Romero (7. september 1927 - 28. juli 1999[kilde mangler]) er en tidligere uruguayansk fodboldspiller, der med Uruguays landshold vandt guld ved VM i 1950 i Brasilien. Han var dog ikke på banen i turneringen. I alt nåede han at spille elleve kampe og score fire mål for landsholdet.
Romero spillede på klubplan for Danubio FC i hjemlandet.